# Мишари ибн Абдуррахман
Мишари ибн Абдуррахман (? — май 1834) — эмир Второго Саудовского государства (9 — 28 мая 1834).

## Биография
Представитель боковой линии династии Саудитов (ветвь аль-Мишари). Сын Абдуррахмана ибн Мишари и правнук Сауда I, эмира Эд-Диръия (ок. 1720—1726).
В 1818 году после взятия египетской армией Эд-Диръии принц Мишари, как и многие представители рода Саудитов, был взят в плен и увезен в Египет. После создания Второго Саудовского государства в Неджде Мишари ибн Абдуррахман вернулся на родину и в 1825 году получил от своего родственника, эмира Турки ибн Абдаллаха, должность губернатора Манфухи.
В 1831 году Мишари восстал против эмира Турки ибн Абдаллаха, но его выступление оказалось чистой авантюрой. Не найдя поддержки среди племен Касима, Мишари бежал в Хиджаз. Турки простил его, и в следующем году Мишари вернулся в Неджд.
В 1834 году, воспользовавшись тем, что часть недждийской армии во главе с сыном эмира Фейсалом отправилась на войну с Бахрейном, Мишари ибн Абдуррахман организовал государственный переворот. 9 мая 1834 года трое неизвестных подкараулили Турки на выходе из мечети, и один из них застрелил имама из пистолета. Тут же появился Мишари с обнаженной саблей и потребовал от населения принести ему присягу.
Однако продержался у власти он недолго. Узнав о гибели отца, наследный принц Фейсал ибн Турки спешно собрал в Хуфуфе своих приверженцев, которые признали его законным имамом. Фейсал быстро двинулся на Эр-Рияд. Мишари, не ожидавший от него такой расторопности, был застигнут врасплох. В ночь на 28 мая Фейсал вошел в столицу. Мишари с небольшим количеством сторонников укрепился в городской крепости. У них было достаточно продовольствия, и они могли бы держаться долго, но кто-то из окружения эмира оказался предателем и впустил Фейсала в крепость. Мишари ибн Абдуррахман был схвачен и казнен по приказу Фейсала ибн Турки.